# العلاقات الساموية الكوبية
العلاقات الساموية الكوبية هي العلاقات الثنائية التي تجمع بين ساموا وكوبا.

## مقارنة بين البلدين
هذه مقارنة عامة ومرجعية للدولتين:
| وجه المقارنة                                              | ساموا                        | كوبا                              |
| --------------------------------------------------------- | ---------------------------- | --------------------------------- |
| المساحة (كم2)                                             | 2.84 ألف                     | 109.88 ألف                        |
| عدد السكان (نسمة)                                         | 196.44 ألف                   | 11.48 مليون                       |
| الكثافة السكانية (ن./كم²)                                 | 69.17                        | 104.48                            |
| العاصمة                                                   | أبيا                         | هافانا                            |
| اللغة الرسمية                                             | لغة إنجليزية، اللغة الساموية | اللغة الإسبانية                   |
| العملة                                                    | تالا ساموي                   | بيزو كوبي، بيزو كوبي قابل للتحويل |
| الناتج المحلي الإجمالي (بليون دولار)                      | 856.63 مليون                 | 87.13 مليار                       |
| الناتج المحلي الإجمالي (تعادل القوة الشرائية) بليون دولار | 1.15 مليار                   |                                   |
| الناتج المحلي الإجمالي الاسمي للفرد دولار أمريكي          | 3.94 ألف                     |                                   |
| الناتج المحلي الإجمالي للفرد دولار أمريكي                 | 5.79 ألف                     |                                   |
| مؤشر التنمية البشرية                                      | 0.702                        | 0.769                             |
| رمز المكالمات الدولي                                      | +685                         | +53                               |
| رمز الإنترنت                                              | .ws                          | .cu                               |
| المنطقة الزمنية                                           | ت ع م+13:00                  | 00                                |

## منظمات دولية مشتركة
يشترك البلدان في عضوية مجموعة من المنظمات الدولية، منها:
| علم المنظمة | اسم المنظمة                                 | تاريخ انضمام ساموا | تاريخ انضمام كوبا |
| ----------- | ------------------------------------------- | ------------------ | ----------------- |
|             | يونسكو                                      | 3 أبريل 1981       | 29 أغسطس 1947     |
|             | منظمة حظر الأسلحة الكيميائية                | ?                  | ?                 |
|             | منظمة التجارة العالمية                      | ?                  | ?                 |
|             | الاتحاد البريدي العالمي                     | ?                  | ?                 |
|             | منظمة الشرطة الجنائية الدولية               | ?                  | ?                 |
|             | الأمم المتحدة                               | 15 ديسمبر 1976     | 24 أكتوبر 1945    |
|             | الاتحاد الدولي للاتصالات                    | 7 أكتوبر 1988      | 16 يناير 1918     |
|             | مجموعة دول أفريقيا والكاريبي والمحيط الهادئ | ?                  | ?                 |
|             | تحالف الدول الجزرية الصغيرة                 | ?                  | ?                 |

## وصلات خارجية
- موقع وزارة الخارجية الكوبية